# Synodontis polyodon
Synodontis polyodon är en fiskart som beskrevs av Vaillant, 1895. Synodontis polyodon ingår i släktet Synodontis och familjen Mochokidae. IUCN kategoriserar arten globalt som livskraftig. Inga underarter finns listade i Catalogue of Life.